# Лінія МЦД-3
Лінія МЦД-3 (також — Ленінградсько-Казанський діаметр або Третій діаметр) 

— третя лінія Московських центральних діаметрів, відкрита 17 серпня 2023 
. 
Маршрут, що сполучає Зеленоградський адміністративний округ Москви та місто Раменське, пролягаючи через території Москви та Московської області, сполучає Ленінградський напрямок Жовтневої залізниці та Рязанський напрямок Московської залізниці. 
Маршрут має довжину 85 км і 41 пункт зупинки 
.
Маршрут передбачає 14 зупинкових пунктів з пересадкою на станції Московського метрополітену, МЦК та залізничні платформи радіальних напрямків.

## Пересадки
| Пересадка на лінію           | Зі станції                                   | На станцію                                         |
| ---------------------------- | -------------------------------------------- | -------------------------------------------------- |
| МЦД-1                        | Петровсько-Разумовська                       | Петровсько-Разумовська                             |
| МЦД-2                        | Ризька                                       | Ризька                                             |
| МЦД-4                        | Ризька Перово                                | Ризька Чухлинка                                    |
| Сокольницька                 | Митьково                                     | Сокольники                                         |
| Замоскворіцька               | Ховрино                                      | Ховрино                                            |
| Арбатсько-Покровська         | Електрозаводська                             | Електрозаводська                                   |
| Калузько-Ризька              | Ризька                                       | Ризька                                             |
| Тагансько-Краснопресненська  | Вешняки Вихіно Косино                        | Рязанський проспект Вихіно Лермонтовський проспект |
| Калінінська                  | Авіамоторна                                  | Авіамоторна                                        |
| Серпуховсько-Тимірязєвська   | Петровсько-Розумовська                       | Петровсько-Розумовська                             |
| Люблінсько-Дмитровська       | Останкіно Петровсько-Розумовська             | Бутирська Петровсько-Розумовська                   |
| Велика кільцева              | Ризька Митьково Електрозаводська Авіамоторна | Ризька Сокольники Електрозаводська Авіамоторна     |
| Московське центральне кільце | Лихобори Андроновка                          | Лихобори Андроновка                                |
| Некрасовська                 | Косино                                       | Косино                                             |